# Tarcenay
Tarcenay är en kommun i departementet Doubs i regionen Bourgogne-Franche-Comté i östra Frankrike. Kommunen ligger i kantonen Ornans som tillhör arrondissementet Besançon. År 2015 hade Tarcenay 1 014 invånare.

## Befolkningsutveckling
Antalet invånare i kommunen Tarcenay
Referens:INSEE